# Tarassiwka (Poltawa, Sinkiw)
Tarassiwka (ukrainisch Тарасівка; russisch Тарасовка Tarassowka) ist ein Dorf im Norden der ukrainischen Oblast Poltawa mit etwa 1000 Einwohnern (1. Januar 2018).
Das erstmals 1717 schriftlich erwähnte Dorf besaß 2001 noch 1321 Einwohner und liegt auf 171 m Höhe und grenzt im Süden an das ehemalige Rajonzentrum Sinkiw. Das Oblastzentrum Poltawa befindet sich 83 km südlich vom Dorf.
Am 12. Juni 2020 wurde das Dorf ein Teil Stadtgemeinde Sinkiw, bis dahin bildete es zusammen mit den Dörfern Bobriwnyk (Бобрівник), Pirky (Пірки) und Slynkiwschtschyna (Слинківщина) die gleichnamige Landratsgemeinde Tarassiwka (Тарасівська сільська рада/Tarassiwska silska rada) im Zentrum des Rajons Sinkiw.
Am 17. Juli 2020 kam es im Zuge einer großen Rajonsreform zum Anschluss des Rajonsgebietes an den Rajon Poltawa.